# Teresa Teresiak
Teresa Maria Teresiak (ur. 1 sierpnia 1933 w Kępnie, zm. 18 stycznia 2019) – polska specjalistka chorób wewnętrznych, dr hab. Profesor Katedry i Kliniki Kardiologii Wydziału Lekarskiego Kształcenia Podyplomowego Uniwersytetu Medycznego im. Piastów Śląskich we Wrocławiu.

## Życiorys
Ukończyła studia na Akademii Medycznej we Wrocławiu (1962). Doktoryzowała się w 1967, w 1979 uzyskała stopień naukowy doktora habilitowanego, a potem została zatrudniona na stanowisku profesora Katedry i Kliniki Kardiologii na Wydziale Lekarskim Kształcenia Podyplomowego Uniwersytetu Medycznego im. Piastów Śląskich we Wrocławiu. Specjalizowała się w kardiologii, hepatologii i biochemii klinicznej. Zmarła 18 stycznia 2019.